# 御成町
御成町為臺灣日治時期臺北市之行政區，共分一～五丁目，位於大稻埕東南端，因為轄內有裕仁皇太子行啟台灣所立之御成碑而得名。清代本地稱之為詔安厝，日治初期稱為詔安厝街。戰後劃入中山區，約為今之中山北路一段、二段，鄰近中正區、大同區、中山區三區交接。相當於今日中山區民安里、中山里之範圍。

## 町內設施
- 職業紹介所（二丁目）
- 淡水線大正街乘降場（二丁目）
- 御成町市場（二丁目，現中山市場）
- 御成町郵便局（二丁目，1922年開局，初代局長山本可男，現台北中山郵局）[1]
- 米國領事館（三丁目，前美國駐台北領事館）
- 天理教臺灣傳道廳（現台北國賓大飯店與第一商業銀行中山分行）